# Esta vida tuya y mía
Esta vida tuya y mía è una canzone della cantante portoricana Kany García. La canzone è stata scelta come secondo estratto dall'album Boleto de entrada, sebbene non sia stata accompagnata da alcun video musicale.

## Classifiche
| Chart (2010)                     | Posizione più alta |
| -------------------------------- | ------------------ |
| U.S. Billboard Hot Latin Songs   | 39                 |
| U.S. Billboard Latin Pop Airplay | 14                 |
| Spanish Contemporary Chart       | 26                 |